# Sclerophrys villiersi
Sclerophrys villiersi és una espècie de gripau de la família dels bufònids endèmica a les muntanyes de Camerun. Va ser descrit per Fernand Angel com Bufo Villiersi el 1940.
El 2016 el gènere Amietophrynus va ser reanomenat Sclerophrys, en descobrir l'anterioritat de l'espècie tipus Sclerophrys capensis, descrita per Tschudi el 1838. Podria ser un sinòmim de Sclerophrys djohongensis.
Viu al llarg de rius de corrent ràpid en pastures muntanyoses que de vegades conté boscos de galeria entre 1200 i 2500 metres d'altitud. S'amaga als forats durant el dia i es reprodueix en rierols de corrent lent amb bosc de ribera. La població minva i es considera una  espècie vulnerable per la pèrdua del seu hàbitat. Les amenaces majors són la fragmentació per la transformació de boscs en terres de conreu i la urbanització.